# Arwed Blomeyer
Arwed Ludwig Georg Jürgen Fritz Blomeyer (* 16. Dezember 1906 in Wilhelmshaven; † 8. Mai 1995 in Berlin) war ein deutscher Rechtswissenschaftler.

## Leben und Wirken
Arwed Blomeyer war der Sohn des Fregattenkapitäns Fritz Blomeyer, der sich mit der Familie nach Ende des Ersten Weltkrieges in Jena niederließ. Hier besuchte Arwed Blomeyer das Gymnasium und begann 1924 ein Jura-Studium, das er 1927 mit dem Ersten juristischen Staatsexamen und 1929 mit der Promotion abschloss. Anschließend arbeitete er am Kaiser-Wilhelm-Institut für ausländisches öffentliches Recht und Völkerrecht in Berlin. 1932 ging er an die Friedrich-Wilhelms-Universität Berlin.
Dort beantragte er 1936 mit der Arbeit Die Anwartschaft aus bedingtem Rechtsgeschäft, die von Heinrich Titze und Carl August Emge empfohlen wurde, die Habilitation. Nach einer von der Universität Breslau an die Universität Kiel verlegten Lehrprobe und einer Wiederholung an der Universität Marburg wurde 1937 die Dozentur erteilt. Blomeyer gehörte der SA an.

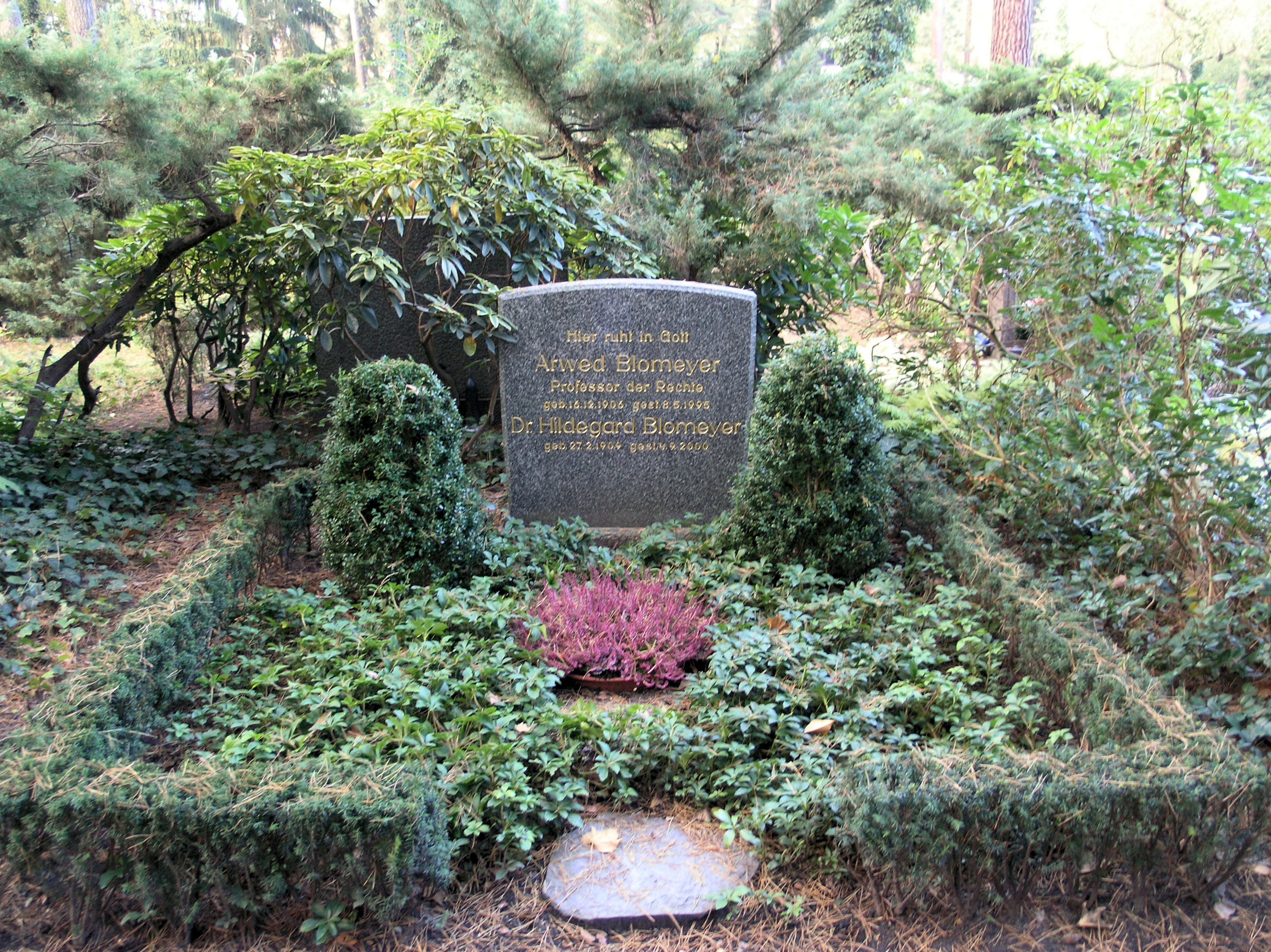
Grabstätte von Arwed Blomeyer

1938 ging er an die Universität Tübingen, wo er 1939 zum Professor berufen wurde. Weitere Professuren hatte er in Jena und Würzburg inne. 1951 wurde er an die Freie Universität Berlin als Professor für Bürgerliches Recht, Handelsrecht, Zivilprozessrecht und Rechtsphilosophie berufen. Rufe nach Göttingen, Heidelberg und Freiburg schlug er aus. 1975 wurde er emeritiert.
Arwed Blomeyer starb 1995 im Alter von 88 Jahren in Berlin. Sein Grab befindet sich auf dem Waldfriedhof Dahlem.

## Schriften
- Die außerpositiven Grundlagen des Privateigentums. Dissertation. Jena 1929.
- Die Anwartschaft aus bedingtem Rechtsgeschäft. Habilitationsschrift. Berlin 1936.
- Studien zur Bedingungslehre. de Gruyter, Berlin.

Teil 1: Über bedingte Verpflichtungsgeschäfte. 1938.
Teil 2: Über bedingte Verfügungsgeschäfte. 1939.
Reprint: De Gruyter, Berlin/Boston 2013, ISBN 978-3-11-202604-5.
- mit Walther Rosenthal, Richard Lange: Die Justiz in der sowjetischen Zone. Deutscher Bundes-Verlag, Bonn 1952.
- Allgemeines Schuldrecht. Vahlen, Berlin / Frankfurt am Main 1953.
- Der unbestimmte Gläubiger. In: Festschrift für Ernst Rabel. Band 1.1. Mohr Siebeck, Tübingen 1954, S. 308–331.
- Die Entwicklung des Zivilrechts in der sowjetischen Besatzungszone. Deutscher Bundes-Verlag, Bonn 1955.
- Der Urheberrechtsschutz für den ausübenden Tonkünstler nach deutschem Recht. Kohlhammer, Stuttgart/Köln 1960.
- Zivilprozessrecht: Erkenntnisverfahren. Springer, Berlin u. a. 1963. 2. Auflage: 1985, ISBN 3-428-05901-8.
- Beweislast und Beweiswürdigung im Zivil- und Verwaltungsprozeß. Beck, Berlin/München 1966.
- Zivilprozessrecht: Vollstreckungsverfahren. Springer, Berlin u. a. 1975. Hauptband ISBN 3-540-07286-1, Nachtrag ISBN 3-540-09771-5.
- E. T. A. Hoffmann als Jurist. Eine Würdigung zu seinem 200. Geburtstag. Vortrag gehalten am 23. Januar 1976. de Gruyter, Berlin 1978, ISBN 3-11-007735-3.